# 大池治安宮
大池治安宮，又稱大池北極殿、大池角治安宮，臺灣澎湖縣廟宇，西嶼鄉大池村公廟，主祀玄天上帝。法師流派為普庵派。:60–62
23°36′59″N 119°30′25″E / 23.616287°N 119.50686°E

## 沿革
大池古稱大池角，位在今澎湖縣西嶼鄉大池村，約莫自南明永曆年間便有來自福建泉州同安的移民來澎，爾後漸於大池形成聚落，但至清領時期末期才起建地方公廟。
光緒15年（1889年），大池有村民洪忠者於海濱撿拾起一尊玄天上帝的神像，便奉回家中安祀，然後因甚有靈感，居民奔相走告，隨提起建廟之議，同年冬季落成，昔稱北極殿，居民敬稱玄天上帝為「上帝公」、「帝爺公」。
昭和四年（1929年），原廟傾圯，村民有陳貫、洪必禎、顏華、顏珍、顏方、洪賞等發起重建，歷經七年奔走，終於在昭和十年（1935年）竣工，後廟身歷經四十載風雨斑駁不堪，村民復於民國66年（1977年）發起重建，蒙旅台鄉親慷慨解囊，捐助重建經費，順利於民國七十年（1981年）間落成。民國94年（2005年）再修建工程，翌年完工，即為現貌。
大池治安宮於每年農曆三月初三皆會舉辦村內遶境，恭祝玄天上帝聖誕，場面十分盛大。此外，治安宮也以訓練跳涼傘聞名。
大池治安宮原本配祀觀音佛祖，民國103年（2014年）間遷祀於大池西林寺之中。

## 圖輯

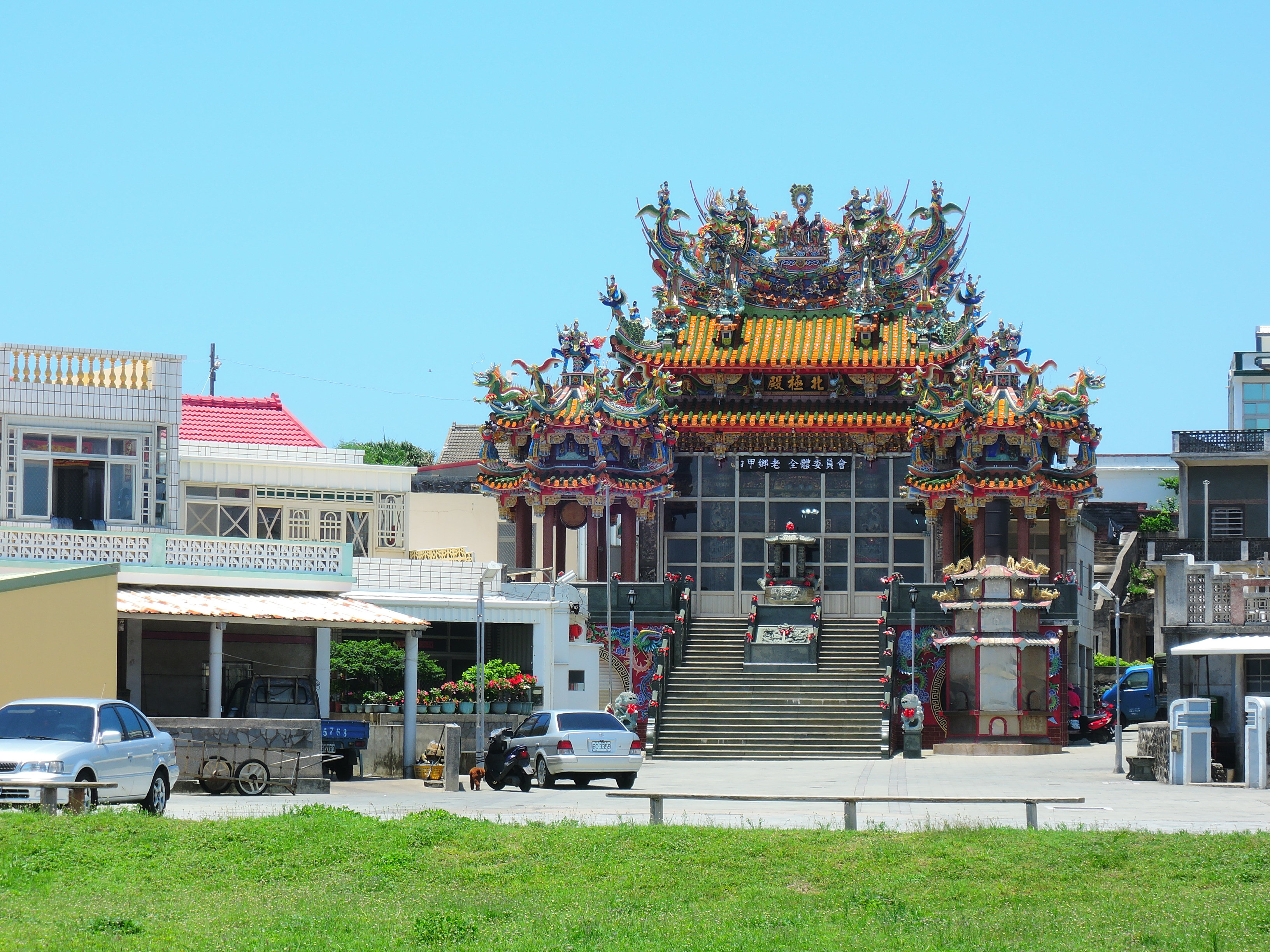
義士港遠眺立面
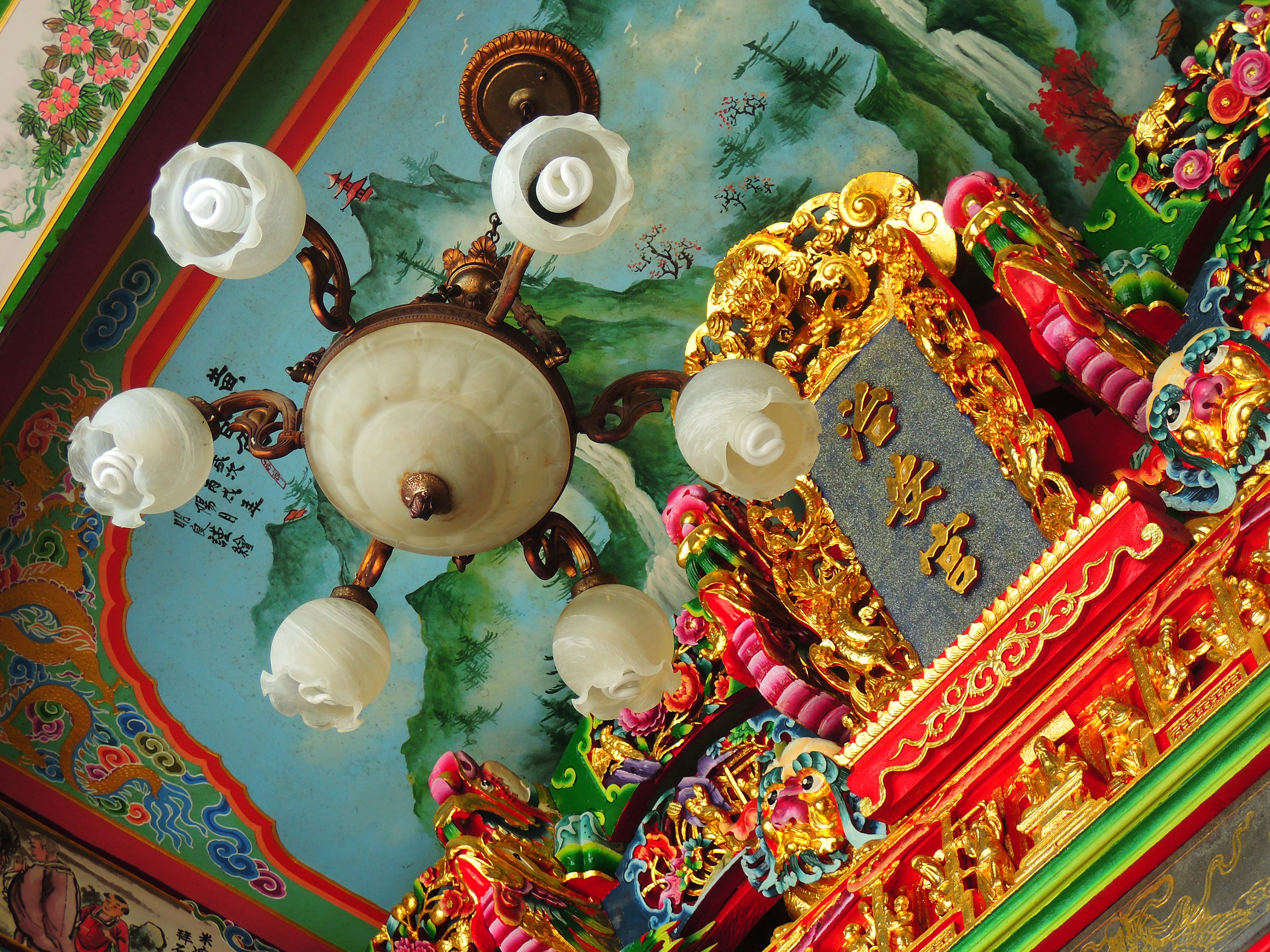
聖旨牌
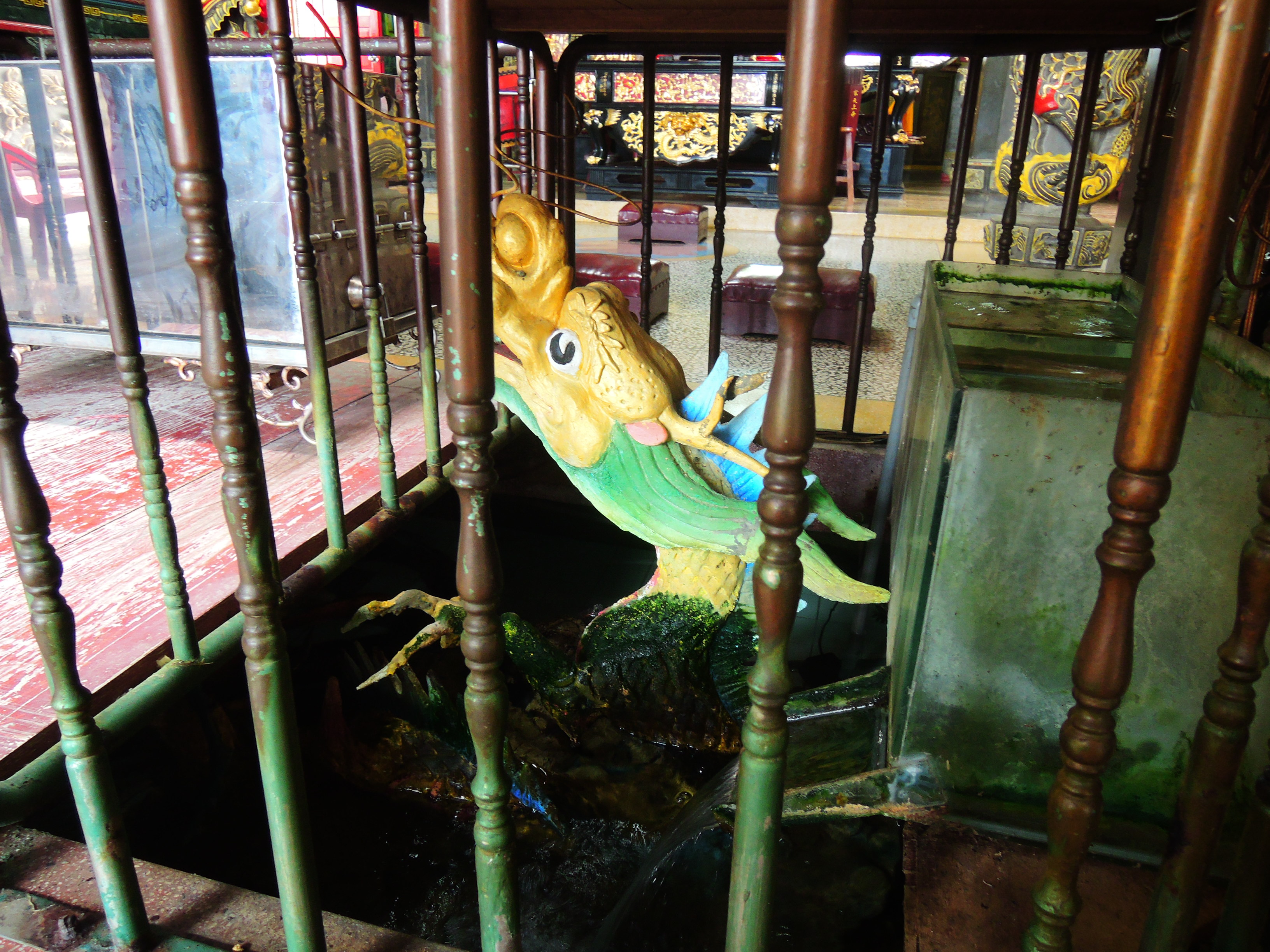
水池藏龍
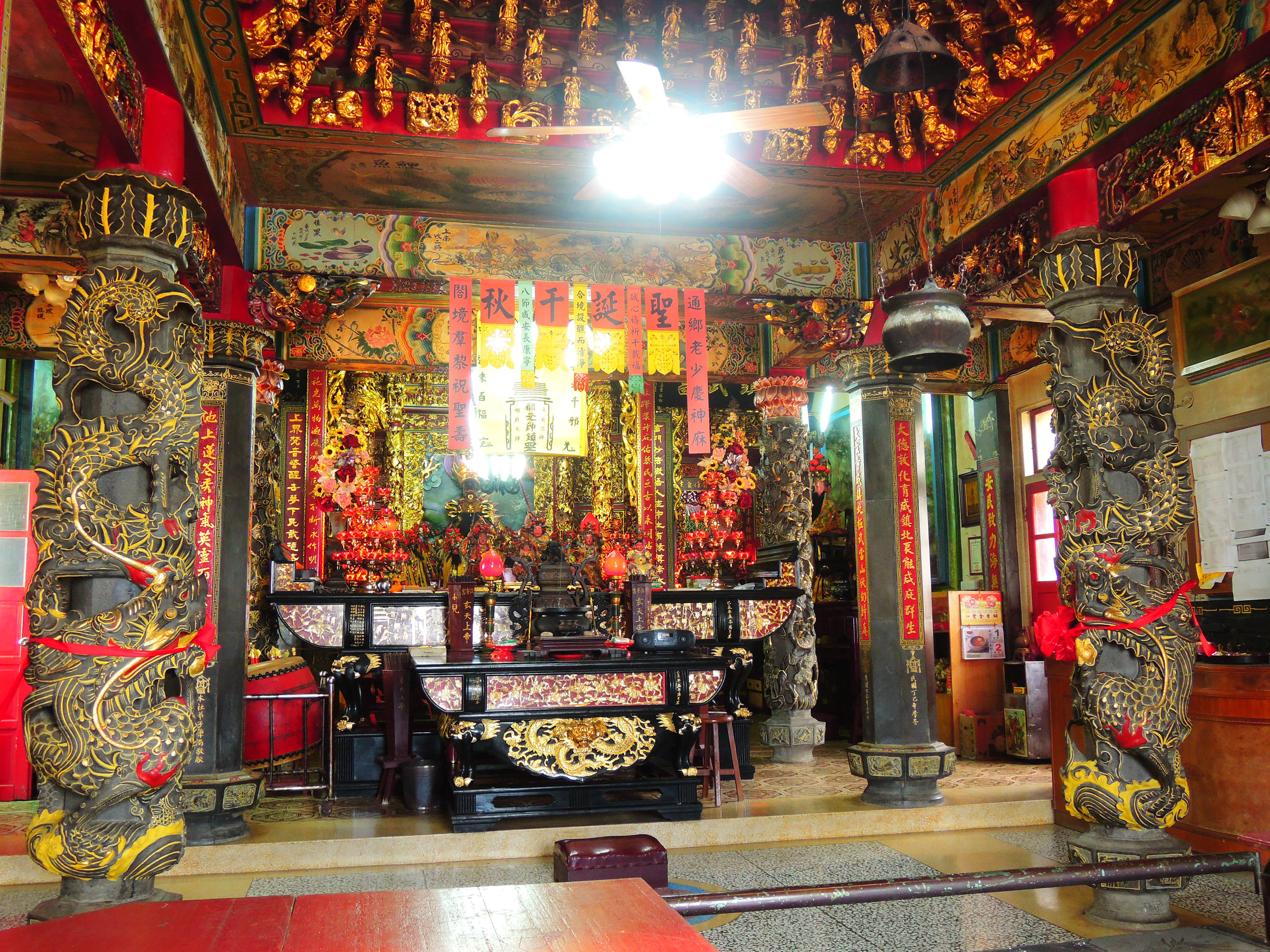
神明廳與龍柱雕塑
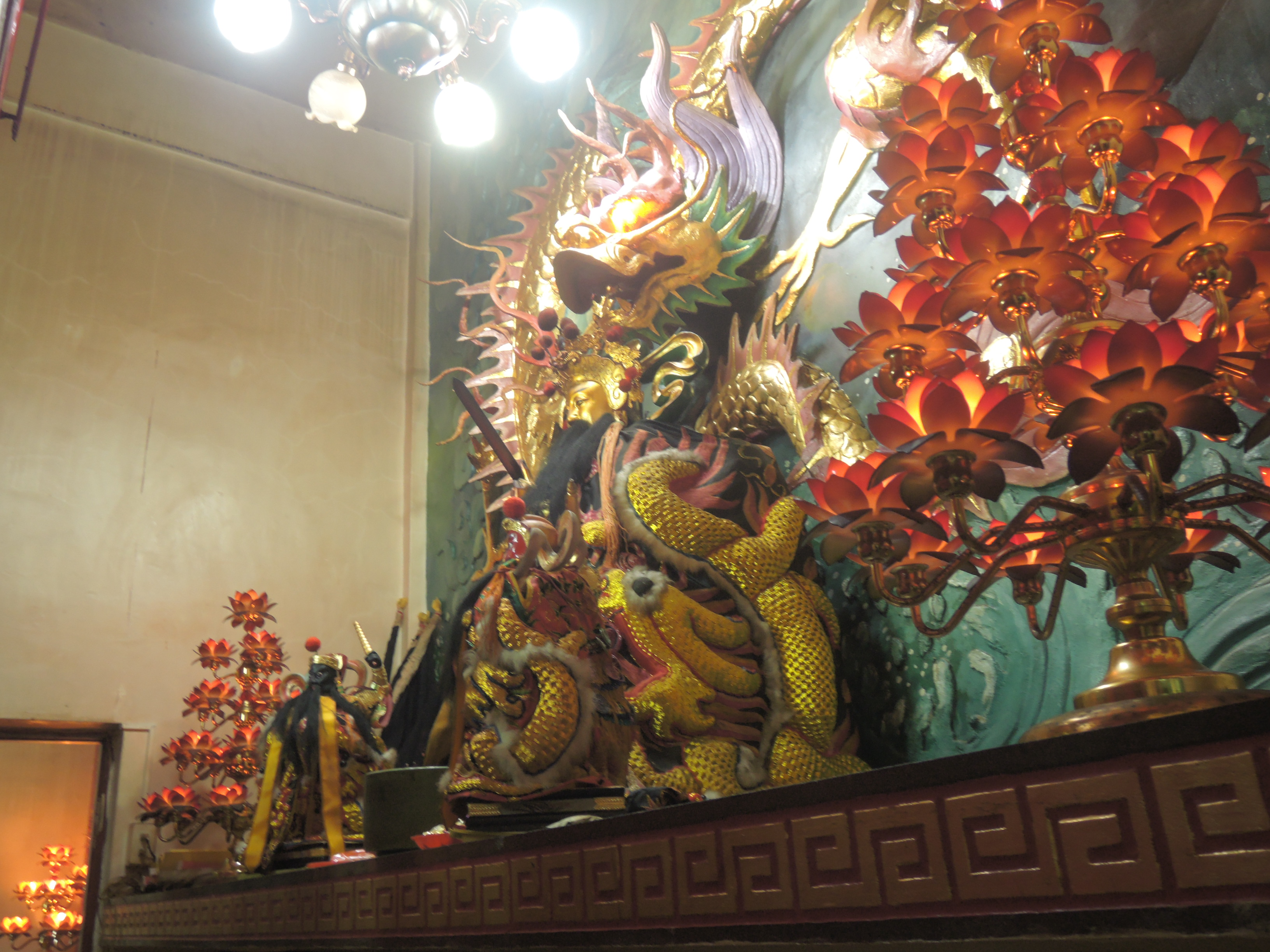
玄天上帝像
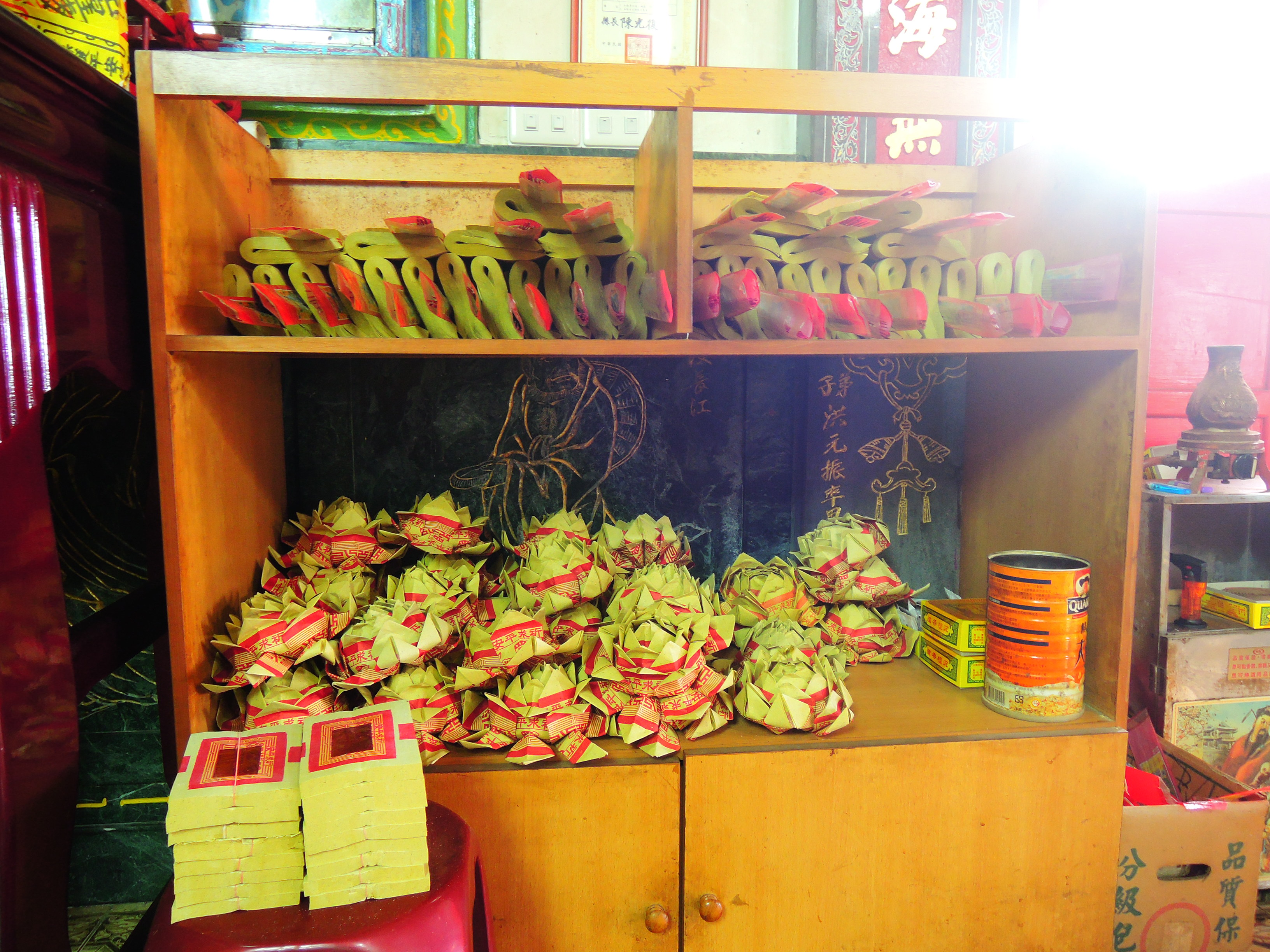
蓮花狀金紙堆

## 文物

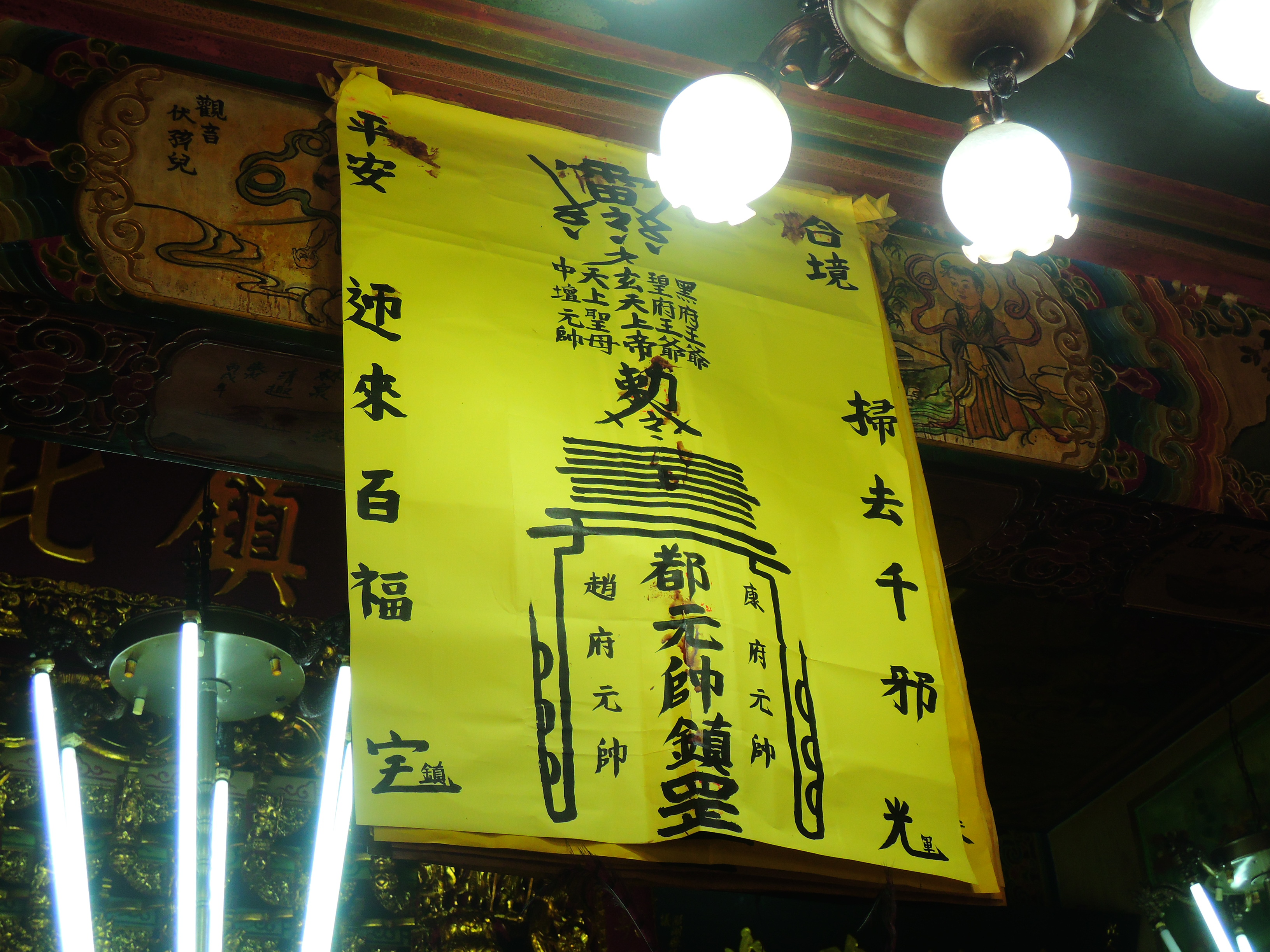
大符雷令
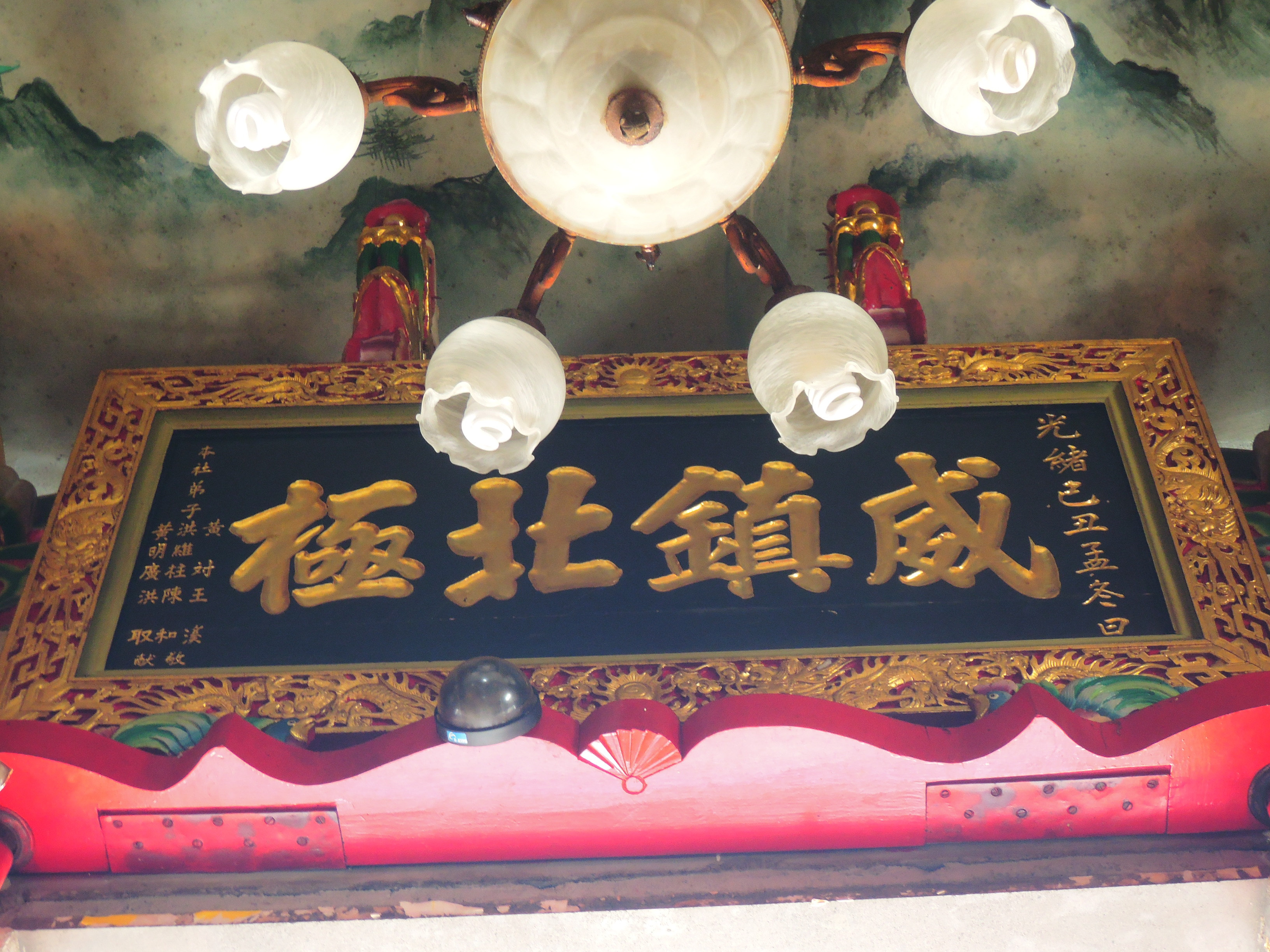
威鎮北極匾
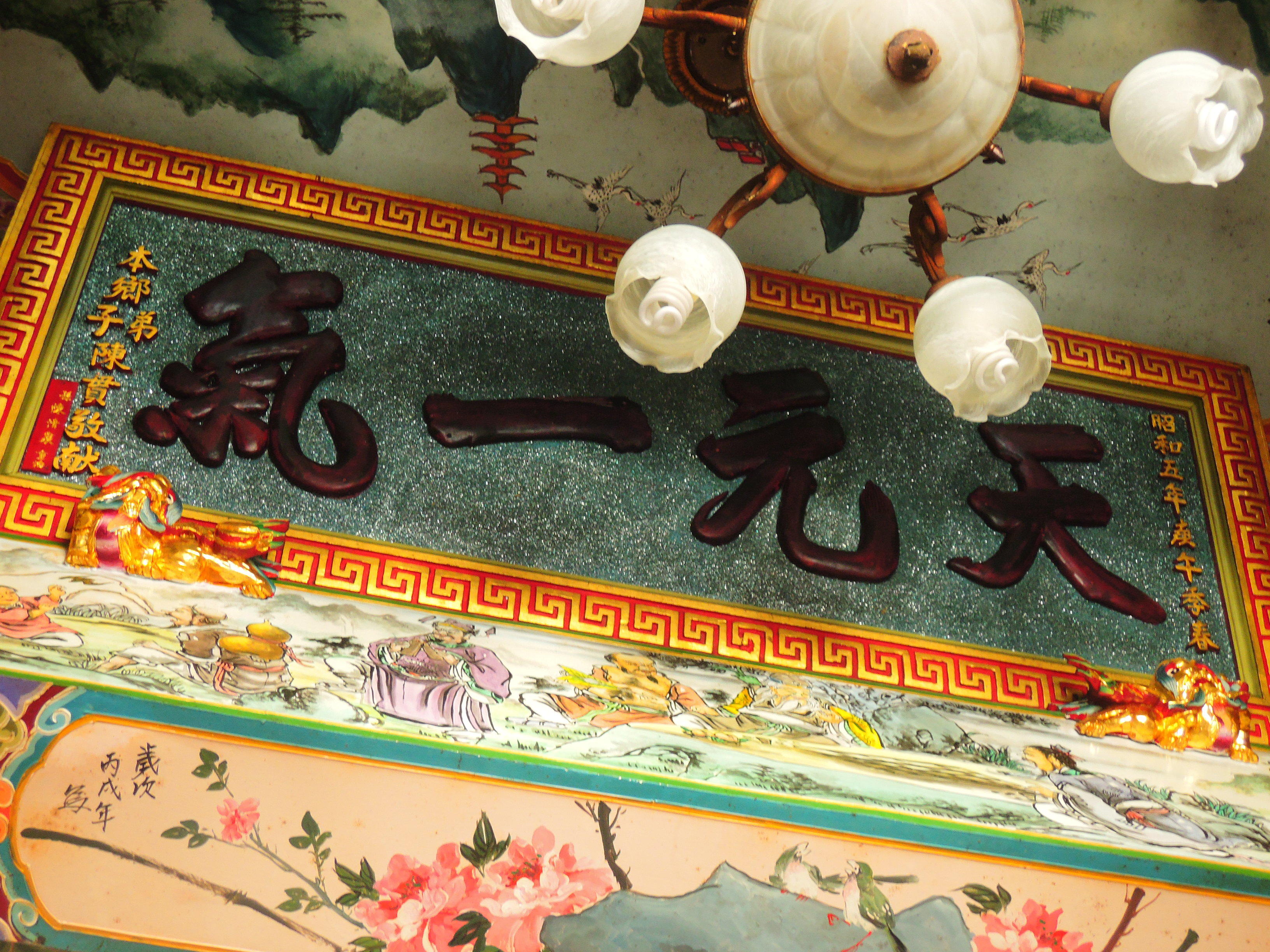
天元一氣匾
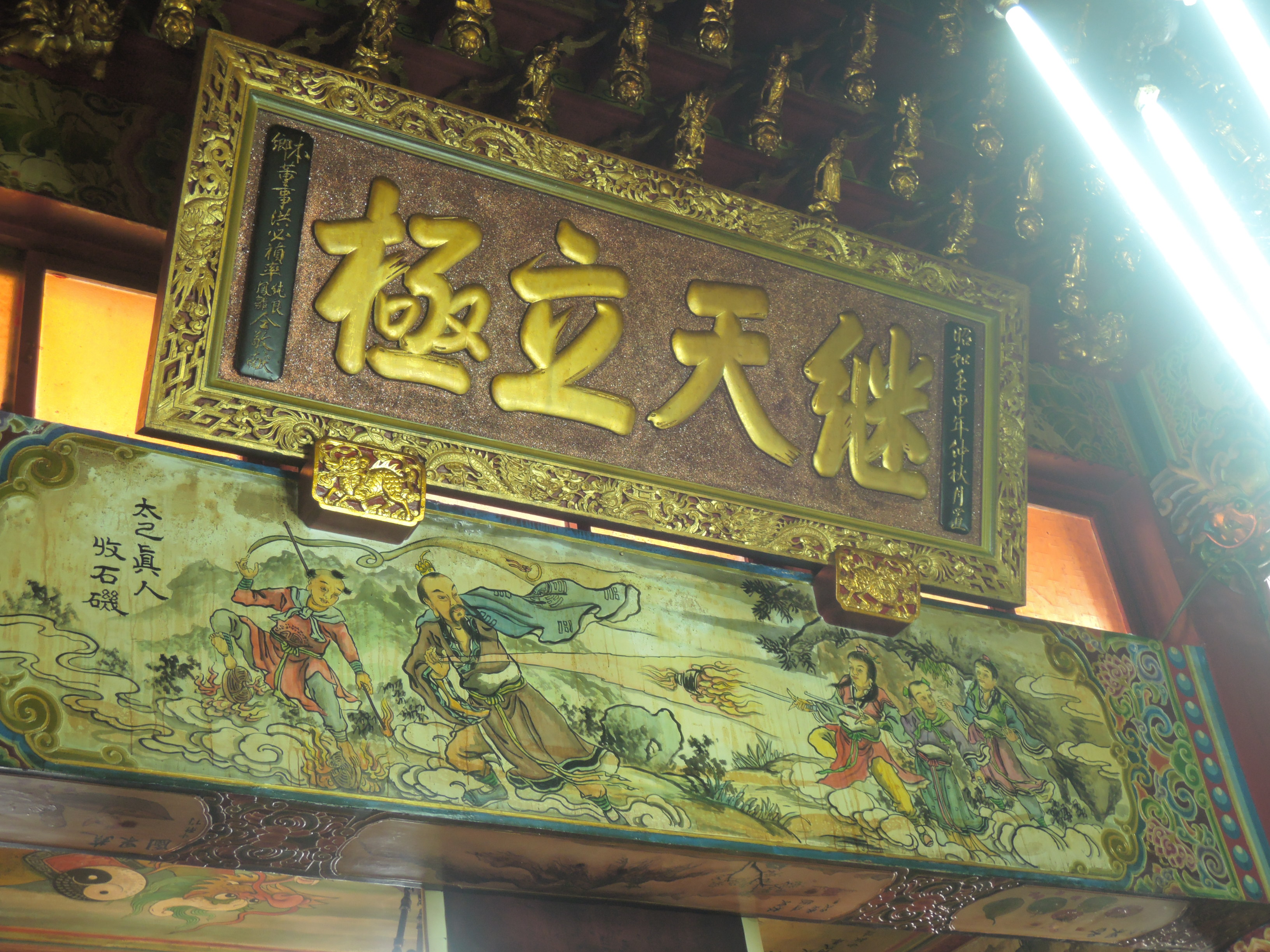
繼天立極匾
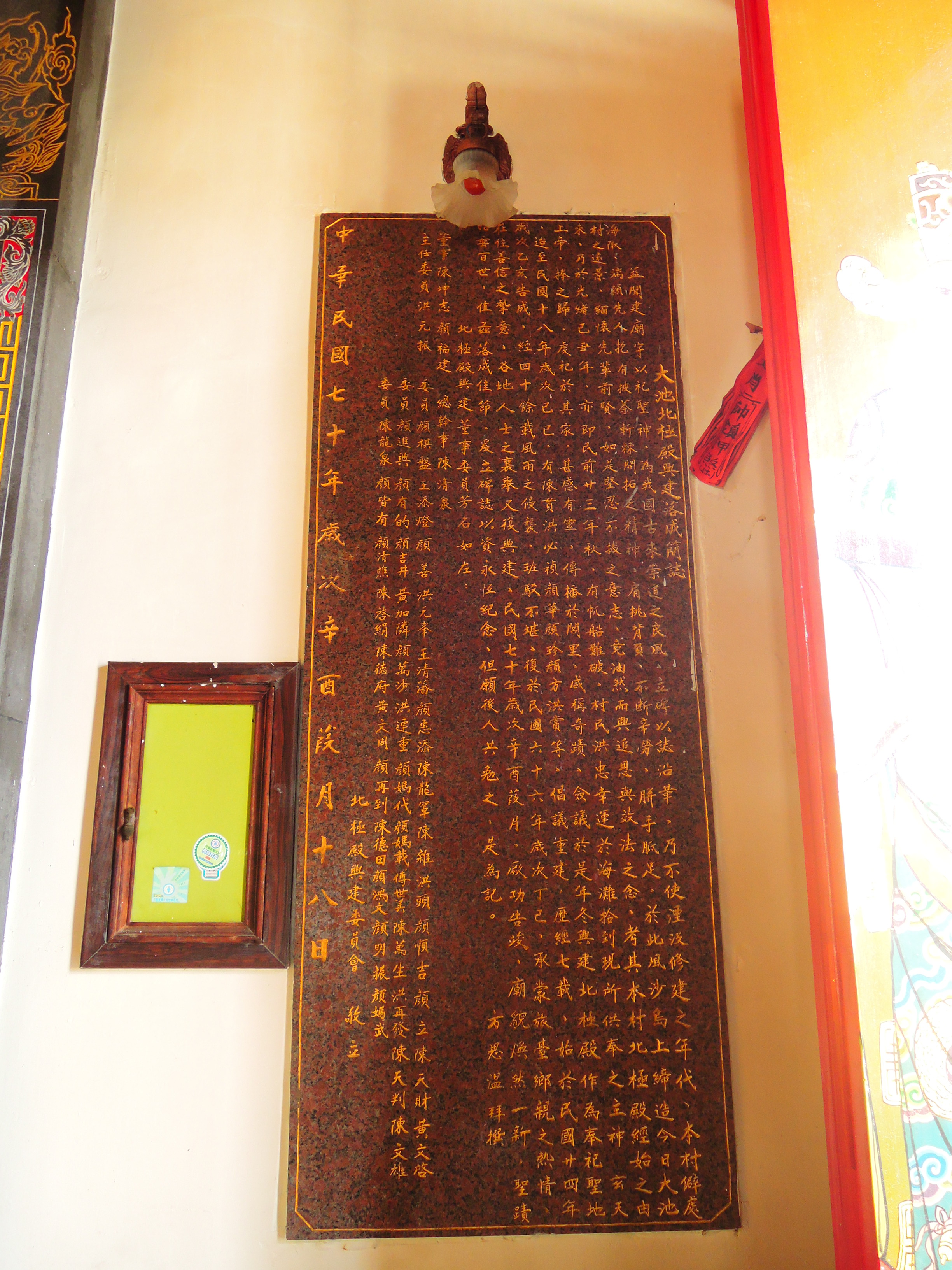
大池治安宮興建落成碑記

## 外部連結
- 大池治安宮的Facebook專頁